# Здвінськ
Здвінськ (рос. Здвинск, до 1896 — Таскаєво, до 1933 — Нижній Каргат) — село, адміністративний центр Здвінського району Новосибірської області. Утворює Здвінське сільське поселення. Населення — 4961 жителя (на 1 жовтня 2021).

## Географія
Здвінськ розташований у Барабінській низовині на річці Каргат, за 280 кілометрів на північний захід від Новосибірська, за 80 кілометрів на південь від міста Барабінськ.

## Населення
| 1959  | 1970  | 1979  | 1989  | 2002  | 2007  | 2010  |
| ----- | ----- | ----- | ----- | ----- | ----- | ----- |
| 3920  | ↘3613 | ↗4807 | ↗5841 | ↘5611 | ↗5885 | ↘5602 |
| 2012  | 2013  | 2014  | 2015  | 2016  | 2017  |       |
| ↘5402 | ↘5265 | ↘5107 | ↘5012 | ↘4986 | ↘4921 |       |